# قانون الاتحاد الأوروبي (المعدل) لعام 2008
قانون الاتحاد الأوروبي (المعدل) لعام 2008 كان قانونًا صادرًا عن برلمان المملكة المتحدة. يُدخل القانون إلى حيز التنفيذ معاهدة لشبونة في قانون المملكة المتحدة، والتي وقعها رئيس الوزراء آنذاك جوردون براون في 14 ديسمبر 2007.  نوقش مشروع القانون لأول مرة في مجلس العموم في 21 كانون الثاني (يناير) 2008، واجتاز قراءته الثانية في ذلك اليوم بتصويت 362-224؛ كان رئيس الوزراء براون غائباً في ذلك اليوم، وترك مشروع القانون ليتم الدفاع عنه من قبل وزير الخارجية آنذاك ديفيد ميليباند الذي قدمه إلى مجلس العموم. 
هزمت حكومة حزب العمال تعديلًا من المحافظين بقيادة وزير خارجية الظل آنذاك ويليام هيغ لإجراء استفتاء على مستوى المملكة المتحدة بشأن الموافقة النهائية على معاهدة لشبونة، في مناقشة مرحلية للجنة في 5 مارس 2008، بنتيجة 311-248 في مجلس العموم.  جاء التشريع عبر الموافقة الملكية في 19 يونيو 2008. القانون لا يصادق فعلا على المعاهدة؛ هو يضيف فقط معاهدة لشبونة إلى المعاهدات المدرجة في القسم 1 (2) من قانون الجماعات الأوروبية لعام 1972. تم التصديق الفعلي من قبل المملكة المتحدة على المعاهدة عندما أودعت الحكومة البريطانية وثائق التصديق في روما في 16 يوليو 2008. 
ألغى قانون الاتحاد الأوروبي (الانسحاب) لعام 2018 هذا القانون في 31 يناير 2020.